# Woodmancote (Horsham)
Woodmancote – wieś w Anglii, w hrabstwie West Sussex, w dystrykcie Horsham. Leży 39 km na wschód od miasta Chichester i 66 km na południe od Londynu. W 2001 miejscowość liczyła 478 mieszkańców.